# June Bacon-Bercey

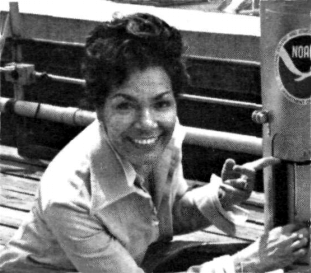
June Bacon-Bercey, um 1977

June Bacon-Bercey (* 23. Oktober 1928 in Wichita (Kansas), USA; † 3. Juli 2019 in Burlingame (Kalifornien)) war eine US-amerikanische Meteorologin. Sie war die erste Afroamerikanerin, die 1955 einen Abschluss in Meteorologie erwarb. Sie wurde die erste Fernsehmeteorologin der USA und war Gründungsmitglied des Board on Women and Minorities der American Meteorological Society.

## Leben und Werk
Bacon-Bercey war das einzige Kind eines Anwalts und einer Musiklehrerin. Sie wuchs bei ihrer Tante und ihrem Onkel in Wichita auf. Sie begann ihr Studium in Mathematik an der Friends University in Wichita und zog dann nach Kalifornien, wo sie 1954 als erste Afroamerikanerin einen Bachelor-Abschluss in Meteorologie an der University of California in Los Angeles erwarb. Sie erhielt 1955 dort auch ihren Master-Abschluss.
1954 heiratete sie den Studenten der Zahnmedizin an der Howard University, Walker J. Bacon Jr. Ihre Ehen mit Bacon und später mit John Bercey und George Brewer endeten mit einer Scheidung.
Kurz nach ihrem Abschluss zog sie nach Washington, D.C., wo sie als Wetteranalystin und Prognostikerin bei dem Vorläufer der National Oceanic and Atmospheric Administration (NOAA) tätig war. 1962 ging sie als Beraterin zur Sperry Rand Corporation und arbeitete an einer Vielzahl von Projekten, darunter die Überwachung der Wege von Unterwasserobjekten durch Schall und die Untersuchung der Auswirkungen der Temperatur auf die Erkennung von Bewegungen. Sie arbeitete auch als Beraterin für die United States Atomic Energy Commission und untersuchte die Fallout-Muster, die durch nukleare Detonationen verursacht wurden. Während ihrer Arbeit für die Atomic Energy Commission lernte sie den Atomwissenschaftler George W. Brewer kennen, den sie heiratete und mit dem sie zwei Kinder bekam.
1970 begann sie für einen Fernsehsender der National Broadcasting Company (NBC) in Buffalo als Korrespondentin für wissenschaftliche Nachrichten zu arbeiten und moderierte auch ein tägliches Fernsehprogramm. Sie wurde dort als eine der ersten afroamerikanischen Frauen Chefmeteorologin.
Im Dezember 1972 wurde sie von der American Meteorological Society (AMS) mit deren Gütesiegel ausgezeichnet, das „On-Air-Meteorologen für ihre solide Bereitstellung von Wetterinformationen für die breite Öffentlichkeit“ ehrte. Bacon-Bercey war die 96. Preisträgerin für das Fernsehen seit der Einführung des Preises im Jahr 1957 und die erste weibliche Preisträgerin.
Von 1974 bis 1975 arbeitete sie als Dozentin für Meteorologie. Anschließend kehrte sie zum Nationalen Wetterdienst zurück, um als Meteorologin und Rundfunksprecherin zu arbeiten. 1979 begann sie wieder für die National Oceanic and Atmospheric Agency (NOAA) zu arbeiten. Sie begann als Spezialistin für öffentliche Angelegenheiten, die Pressekonferenzen leitete und die Öffentlichkeit über Umwelt- und Meteorologiethemen aufklärte. Anschließend wurde sie zur Leiterin des Radio- und Fernsehdienstes befördert. In dieser Funktion führte sie Wetterbriefings für Forscher, Prognostiker, Unternehmen, die Regierung und Medien durch.
1975 war sie Mitgründerin des American Meteorological Society (AMS) Board on Women and Minorities. 1977 gewann sie 64.000 US-Dollar in der TV-Spielshow The $128.000 Question, mit der sie einen Stipendienfonds für Frauen gründete, die Atmosphärenwissenschaften studieren. 1979 erwarb sie einen Master of Public Administration an der University of Southern California.
1982 zog Bacon-Bercey nach Kalifornien, wo sie für den National Weather Service Forecasting Training Officer wurde. Sie war dafür verantwortlich, Prognostiker über neue Technologien in diesem Bereich zu unterrichten. Später wurde sie Luftfahrtspezialistin und arbeitete mit Piloten und Fluglotsen zusammen. 1990 zog sich Bacon-Bercey aus dem Staatsdienst zurück und wurde Beraterin und Pädagogin. Sie arbeitete mit zahlreichen Schulen, Universitäten und Berufsverbänden zusammen, um Menschen über Atmosphärenwissenschaften aufzuklären.
Bacon-Bercey starb am 3. Juli 2019 im Alter von 90 Jahren.

## Mitgliedschaften
- American Meteorological Society (AMS)
- AMS Board on Women and Minorities
- American Geophysical Union
- American Association of Public Administrators
- New York Academy of Sciences

## Auszeichnungen und Ehrungen
- Im Jahr 2000 wurde sie während einer dreitägigen Konferenz an der Howard University für ihre Beiträge geehrt, darunter ihre Unterstützung beim Aufbau eines Meteorologielabors an der Jackson State University in Mississippi, ihre Stiftung des Stipendiums und ihre Arbeit an den öffentlichen Schulen Kaliforniens.
- Sie wurde von der NASA zum Minority Pioneer for Achievement in Atmospheric Sciences ernannt.

## Veröffentlichungen
- Statistics on Black Meteorologists in Six Organizational Units of the Federal Government. Bulletin of the American Meteorological Society, Vol. 59, 1978, S. 576–580.